# ساب ۳۸
ساب ۳۸ (به انگلیسی: Saab 38) یک هواگرد ساختِ کارخانهٔ گروه ساب در کشور سوئد است.